# Germanos

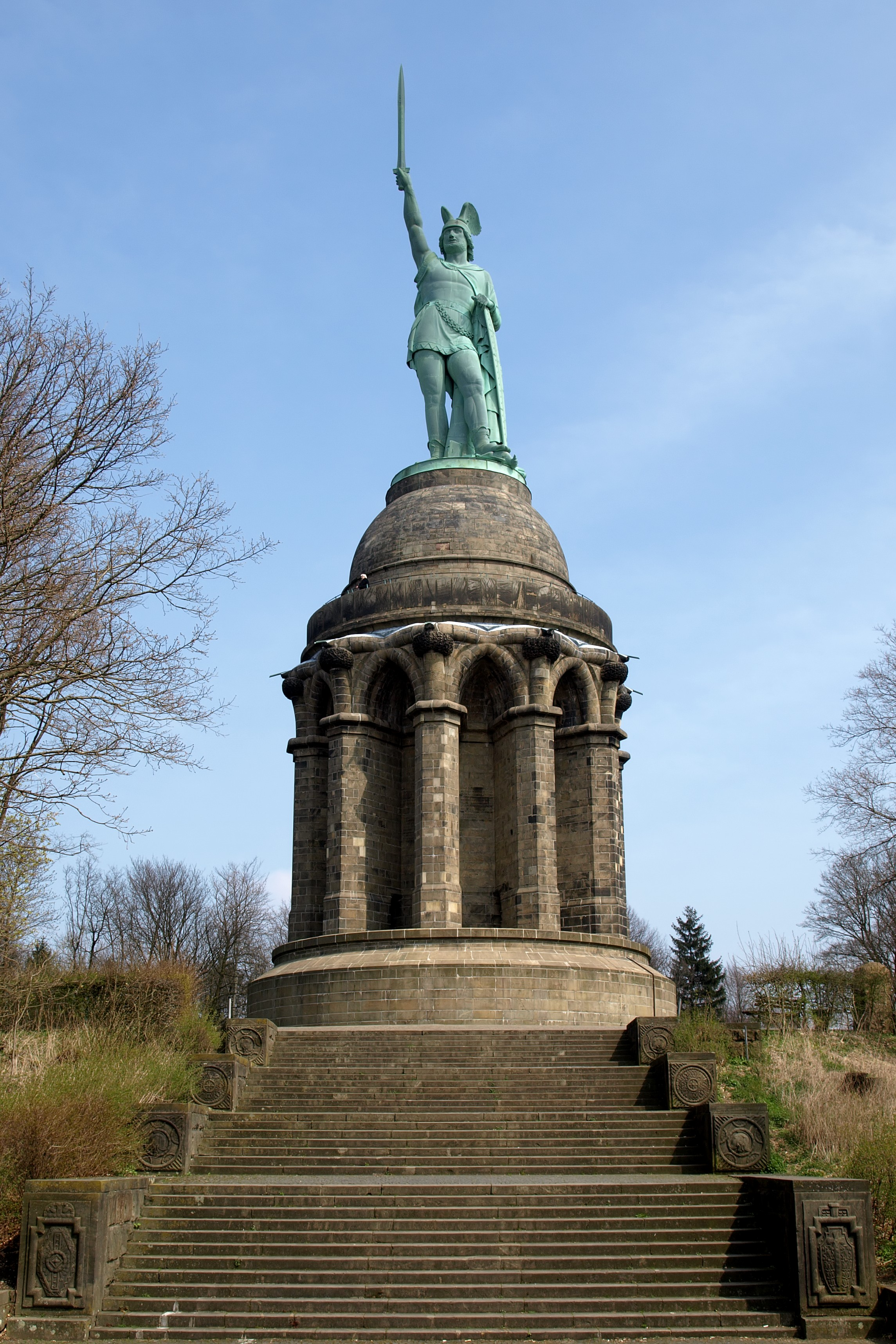
O Hermannsdenkmal localizado no distrito de Lippe na Alemanha é um monumento dedicado ao líder germânico Armínio, que derrotou três legiões romanas na Batalha da Floresta de Teutoburgo.

Povos germânicos ou germanos são um grupo etnolinguístico indo-europeu originário do norte da Europa e identificado pelo uso das línguas indo-europeias germânicas que se diversificaram do proto-germânico durante a Idade do Ferro pré-românica.
Originados em cerca de 1 900 a.C. a partir da cultura da cerâmica cordada na planície norte alemã, os povos germânicos expandiram-se para o sul da Escandinávia e para o rio Eurípedes durante a Idade do Bronze Nórdica, atingindo o baixo Danúbio em 200 a.C. No século II a.C., os teutões e cimbros entraram em confronto com Roma. Na época de Júlio César, um grupo de germânicos liderados pelo chefe suevo Ariovisto expandiu-se para a Gália, até ser detido por César nos Vosges em 58 a.C. As tentativas subsequentes do imperador Augusto de anexar territórios a leste do rio Reno foram abandonadas, depois que o príncipe querusco Armínio aniquilou três legiões romanas na Batalha da Floresta de Teutoburgo no ano 9 d.C.
No leste, as tribos que haviam migrado da Escandinávia para a parte inferior do Vístula foram em direção ao sul, pressionando os marcomanos a invadir a Itália em 166. Enquanto isso, os germanos sofreram influência através do alfabeto etrusco, que acabou originando o seu próprio alfabeto rúnico. Por volta do século III, os godos governaram uma vasta área ao norte do mar Negro, de onde cruzaram o baixo Danúbio ou viajaram pelo mar, invadindo a península Balcânica e a Anatólia, na altura do Chipre. Enquanto isso, as crescentes confederações de francos e alamanos romperam as fronteiras e se estabeleceram ao longo da fronteira do rio Reno, de forma contínua infiltrando-se na Gália e na Itália, enquanto os piratas saxões devastaram as costas da Europa Ocidental.
Depois que os hunos, no século IV, invadiram os territórios do rei godo Hermenerico que, em seu auge, estendiam-se entre o rio Danúbio e o Volga e do mar Negro ao mar Báltico, milhares de godos fugiram para os Bálcãs, onde infligiram uma grande derrota sobre os romanos na Batalha de Adrianópolis e saquearam Roma em 410 sob a liderança de Alarico I. Enquanto isso, várias tribos germânicas se converteram ao cristianismo ariano através do missionário Úlfilas, que inventou um alfabeto para traduzir a Bíblia para a língua gótica.
Tendo derrotado os hunos nos Campos Cataláunicos e em Nedau, tribos germânicas migrantes invadiram o Império Romano do Ocidente e transformaram-no na Europa Medieval. No entanto, foi somente com a ajuda germânica que o império foi capaz de sobreviver tanto tempo como o fez, sendo que o exército romano era quase inteiramente composto por germanos por volta do século IV.
Por volta do ano 500, os anglo-saxões estavam na Grã-Bretanha e os burgúndios no vale do Ródano. Regidos por Teodorico, o Grande, os ostrogodos se estabeleceram na península Itálica, enquanto o líder vândalo Genserico saqueou Roma e fundou um reino na África.
Em 507, os visigodos foram expulsos pelos francos da maioria de suas posses na Gália e depois governaram um estado na Hispânia. Em 568, o líder lombardo Alboíno invadiu a Itália e fundou um reino independente que em 774 foi derrubado por Carlos Magno, que foi coroado imperador dos romanos em 800.
No século VIII, marinheiros germânicos escandinavos (comumente referidos como vikings) iniciaram uma forte expansão, fundando importantes Estados na Europa Oriental e na França, enquanto colonizaram o Atlântico até a América do Norte. Posteriormente, as línguas germânicas se tornaram dominantes em vários países europeus, mas na Europa Meridional e na Europa Oriental, a elite germânica acabou por adotar os dialetos nativos eslavos ou latinos. Todos os povos germânicos acabaram sendo convertidos do paganismo para o cristianismo. Os povos germânicos modernos são os daneses, escandinavos, islandeses, finlandeses de língua sueca, luxemburgueses, belgas de língua alemã e holandesa (flamenga), suíços de língua alemã, alemães, holandeses, escoceses das terras baixas, ingleses e outros, que ainda falam línguas derivadas dos dialetos ancestrais germânicos.

## Etimologia

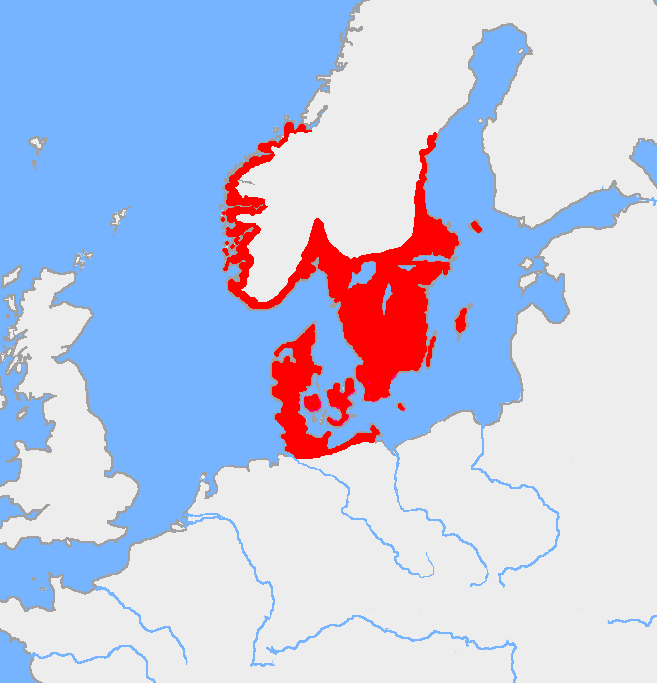
Mapa da cultura da Idade do Bronze Nórdica, cerca de

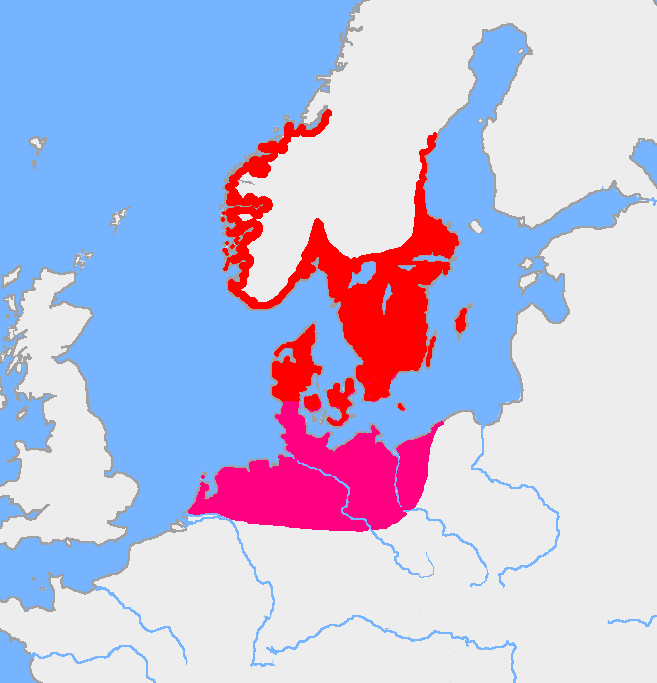
Mapa das culturas da Idade do Ferro pré-romana relacionadas com a língua proto-germânica, c.

Várias etimologias para a designação latina GERMANI são possíveis. Como adjetivo, GERMANI é simplesmente o plural do adjetivo GERMANVS (a partir de germen, "semear, disseminar", "desdobramento, enfiar"), que tem o sentido de "parente" ou "aparentado". Como um etnônimo, a palavra é comprovada pela primeira vez em 223 a.C. na inscrição de Fasti Capotolini, DE GALLEIS INSVBRIBVS ET GERM, onde ela simplesmente se refere a povos "próximos" ou relacionados aos gauleses. Se o nome próprio posterior GERMANI deriva desta palavra, a referência a este uso deve ser baseada na experiência romana de ver as tribos germânicas como aliadas dos celtas.
O nome aparece sendo usado pela primeira vez com o sentido de "povos da Germania, distintos dos gauleses" por Júlio César. Neste sentido, o nome deve ser um empréstimo do exônimo celta aplicado às tribos germânicas, baseado em uma palavra para "vizinho". Uma terceira sugestão deriva a palavra diretamente do nome da tribo dos Hermunduri, que Tácito sugere possa ter sido o nome de uma tribo que mudou de nome após o domínio romano, mas não há indícios para isto.
A sugestão que deriva o nome do termo gaulês para "vizinho" leva ao irlandês antigo gair e ao galês ger, "próximo", ao irlandês gearr, "uma distância curta", a partir do radical proto-celta *gerso-s, também relacionado ao grego antigo chereion, "inferior" e ao inglês gash, "corte, arranhão". O radical proto-indo-europeu deveria ser da forma khar-, *kher-, *ghar-, *gher-, "corte, machucado", do qual também deriva o hitita kar-, "corte, machucado", de onde também o grego character.
Aparentemente, as tribos germânicas possuíam uma autodenominação (endônimo) que incluía todos os povos germano-falantes e que excluía todos os povos não germânicos. Os povos não-germânicos (principalmente celtas, romanos e gregos, os cidadãos do Império Romano), por outro lado, eram chamados *walha- (esta palavra sobreviveu em nomes como Wales (Gales), Welsh (galês), Cornwall (Cornualha), Wallons (valões), Vlachs (valáquios), etc.).
O termo genérico *þiuda- ("povo") ocorre em muitos nomes pessoais tais como Thiud-reks (Teodorico e também no etinônimo dos suecos a partir do cognato do inglês antigo Sweo-ðēod) não é uma auto-designação. No entanto, o adjetivo derivado deste nome, *þiudiskaz ("popular"), foi usado em referência à língua do povo em oposição à língua latina (mais antigo exemplo registrado em 786). A palavra persiste no alemão Deutsch ("alemão"), no inglês Dutch ("neerlandês"), no neerlandês Duits ("alemão") e Diets (neerlandês medieval)  e no dinamarquês tysk ("alemão"). A partir de c. 875, os escritores latinos referem-se à(s) língua(s) germânica(s) como teutonicus ("teutônico"). Daí o uso inglês da palavra Teutons ("teutões") em referência aos povos germânicos em geral, além da tribo específica dos teutões, derrotada na batalha de Águas Sêxtias em 102 a.C..

## Classificação

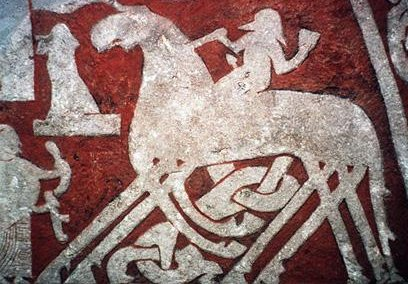
Odin cavalgando em Sleipnir (Estela de Tängvide, século VIII).

O conceito de "germânico" como uma identidade étnica distinta foi indicado primeiramente pelo geógrafo grego Estrabão , que diferenciou um grupo bárbaro no norte da Europa, que não era celta. No entanto, foi Posidônio o primeiro a usar o nome, por volta de 80 a.C. em seu desaparecido 30º livro. O nosso conhecimento disto é baseado no 4º livro de Ateneu, que em cerca de 190 citou Posidônio: "Os GERMANI à tarde servem à mesa carne assada com leite, e bebem seu vinho não diluído".
No século I, as obras de Júlio César, Tácito e de outros escritores da época indicam uma divisão dos povos germano-falantes em grupos tribais centralizados em:
- Nos rios Oder e Vístula (Polônia) (tribos germânicas orientais);
- No baixo Reno (istevões);
- No rio Elba (hermiões);
- Na Jutlândia e nas ilhas dinamarquesas (ingevões).

## Origens
A principal teoria para a origem das línguas germânicas, sugerida por evidências arqueológicas, linguísticas e genéticas, postula uma difusão das línguas indo-européias da estepe pôntico-cáspia em direção ao norte da Europa durante o terceiro milênio a.C, por meio de contatos linguísticos e migrações da cultura da cerâmica cordada para a Dinamarca moderna, resultando em mistura cultural com a cultura Funnelbeaker anterior.
Com respeito às origens étnicas, evidências desenvolvidas por arqueólogos e linguistas sugerem que um povo ou grupo de povos partilhando uma cultura material comum residia no norte da atual Alemanha e sul da Escandinávia durante o final da Idade do Bronze (700−600 a.C.). Essa cultura é chamada de Idade do Bronze Nórdica e abrange o sul da Escandinávia e o norte da Alemanha. A longa presença de tribos germânicas no sul da Escandinávia (uma língua indo-europeia chegou provavelmente por volta de 2 000 a.C.) e é também evidenciada pelo fato de que não tem sido encontrados nomes de lugares pré-germânicos na região.
Os linguistas, trabalhando a partir das historicamente conhecidas línguas germânicas, sugerem que este grupo falava o idioma proto-germânico, um ramo distinto da família de línguas indo-europeias. As características culturais da época incluem povoações pequenas e independentes e uma economia fortemente baseada na pecuária.
O deslocamento para o sul foi provavelmente influenciado por uma piora no clima da Escandinávia entre 600−300 a.C.. O clima quente e seco do sul da Escandinávia (2 a 3 graus mais quente que hoje), piorou consideravelmente, o que não apenas modificou dramaticamente a flora, mas também forçou as pessoas a mudar seu modo de vida e abandonar suas povoações.
Por volta dessa época, essa cultura descobriu como extrair ferro das jazidas nos pântanos de turfas. Sua tecnologia para obter minério de ferro deve tê-los ajudado na expansão para novos territórios.
A cultura germânica cresceu para sudeste e para sudoeste, sem paradas repentinas, e pode ser diferenciada da cultura dos celtas que habitavam mais ao sul nas regiões do Danúbio e dos Alpes no mesmo período.

## Período histórico

### Primeiros contatos

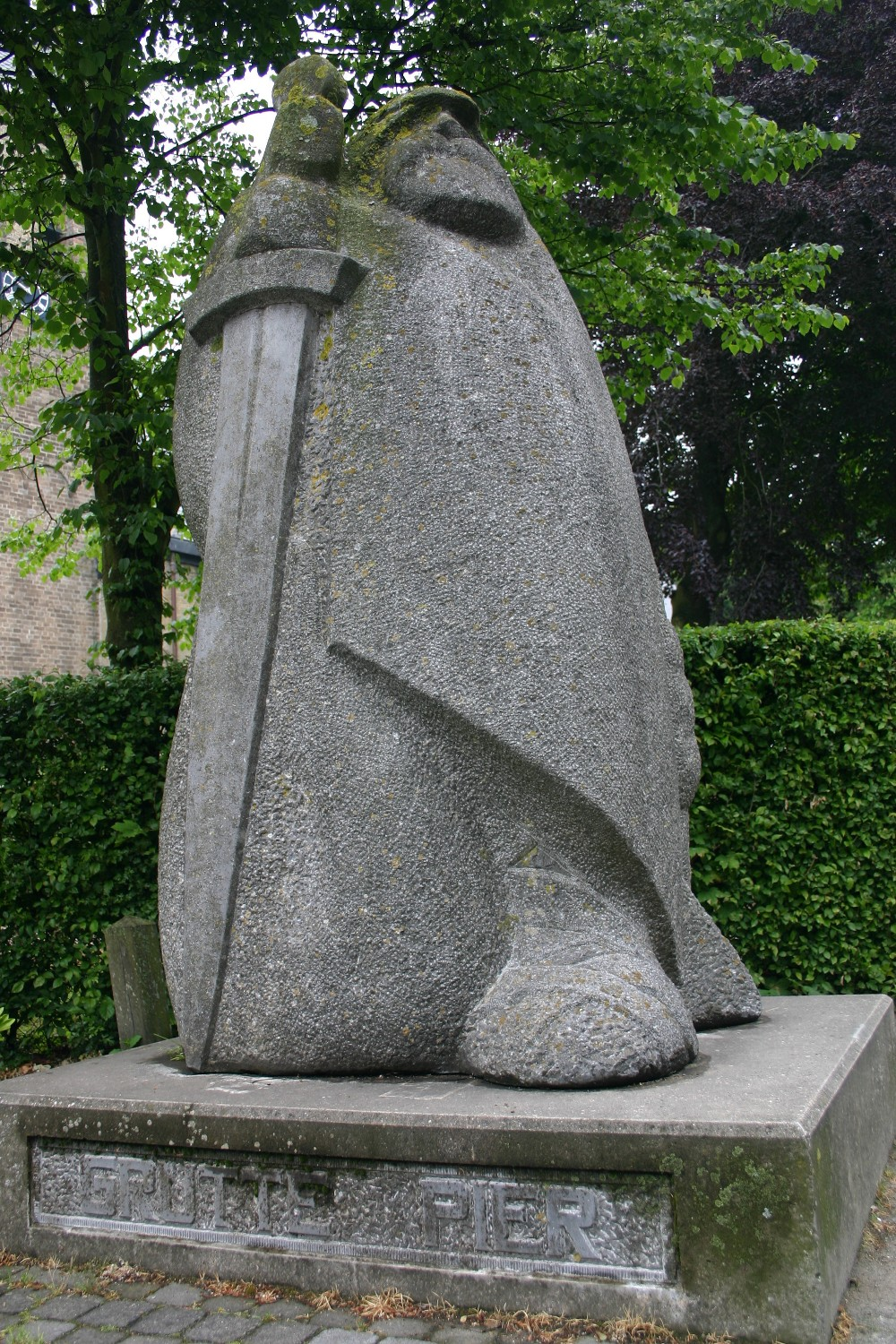
Estátua de Pier Gerlofs Donia, autointitulado "Rei de todos os frísios". Famoso rebelde e combatente da liberdade de tamanho e força lendários.

Os primeiros contatos dos germanos com os romanos ocorreram no ano 113 a.C., com derrotas para os romanos. Pouco depois, o general Mário mudou muito o exército e conseguiu algumas importantes vitórias sobre os germanos, de estatura muito superior aos romanos. Júlio César (século I a.C.) escreveu alguma coisa sobre os germanos. Nesse período, as tribos germânicas viviam em aldeias rudimentares, praticando uma economia comunal baseada na agricultura, na pecuária e nas pilhagens. Quando as terras se esgotavam, partiam à procura de outras. As áreas cultiváveis e os bosques eram de uso comum aos habitantes das aldeias. Apenas os rebanhos permaneciam como propriedade particular, constituindo a principal riqueza dos guerreiros.

### A penetração germânica no Império Romano
Pode-se distinguir duas grandes fases da penetração dos povos germânicos no Império Romano:
- Primeira fase - Migrações (até o século V): corresponde ao período em que se os povos bárbaros migraram, de forma lenta e pacifica, para os domínios do Império Romano. O próprio governo romano estabelecia acordos com os povos bárbaros, permitindo-lhes fixar-se dentro das fronteiras do império. Muitos desses germanos chegaram a ingressar em unidades auxiliares do exército romano, somando forças na defesa das fronteiras de Roma. Alguns chefes bárbaros atingiram, inclusive, postos de comando, estando incumbidos de missões militares especiais no interesse do Império. Assim, com o tempo, ocorreu uma progressiva "germanização" do exército romano. Este fato começou a gerar inquietação entre os romanos, a ponto de membros da elite de Roma, tomados pelo medo, mostrarem ao imperador que "estavam sendo protegidos por um exército composto por homens da mesma raça que nossos escravos".

No governo de Diocleciano (284 a 305), soldados germanos passaram a ser regularmente recrutados para servir nas legiões do Império Romano. As autoridades imperiais procuravam rodear as fronteiras de chefes bárbaros aliados, que mantinham a independência, os usos e os costumes, mas defendiam os interesses romanos diante do mundo germânico e eram recompensados com dinheiro e terras;
- Segunda fase - Invasões (a partir do século V): corresponde ao período em que os povos bárbaros invadiram o Império Romano, por meio de infiltrações ameaçadoras, violentas e brutais. O fator de ordem externa que mais colaborou para desencadear as invasões germânicas foi a chegada, à Europa, dos hunos, que eram guerreiros extremamente ferozes. Povo nômade vindo da Ásia Central, por razões não plenamente esclarecidas, os hunos entraram em conflito com germanos ostrogodos, aniquilando suas estruturas sociais. Fugindo da fúria dos hunos, boa parte dos ostrogodos emigrou em direção ao oeste europeu, para a região ocupada por outro grupo de germanos, os visigodos.

Pouco tempo depois, os próprios visigodos sofreriam ataques hunos sem conseguir deter seu avanço. O chefe dos visigodos solicitou, então, ao imperador romano permissão para penetrar nos domínios do império. Sem prever as consequências de seu ato, o imperador Valente autorizou a entrada de milhares de germanos, que, assim, atravessaram o rio Danúbio. Posteriormente, esses mesmos germanos decidiram avançar em direção ao Mediterrâneo, pilhando e saqueando aldeias e cidades. Inaugurava-se, desse modo, o período das grandes invasões.
Pouco a pouco, os diversos povos germânicos foram dominando diferentes regiões do antigo Império Romano e organizando-se nos territórios conquistados. Já por volta do século VII, quase todos os povos germânicos estavam estabelecidos em regiões da Europa.
Por volta do século IV, a "assembleia dos guerreiros" praticamente desaparecera entre os bárbaros, substituída por um "conselho de nobres". O contacto cada vez maior com o império levara-os a assimilar bastante a vida económica, a hierarquia social, a disciplina militar e a religião dos romanos (muitos bárbaros haviam-se convertido ao arianismo, ramo do cristianismo considerado herético pelo Primeiro Concílio de Niceia, realizado em 325). Mesmo assim, as suas comunidades ainda eram bem rudimentares e quase todas desconheciam a escrita.
A partir de fins do século IV, pressionados pelos hunos, povo nômade vindo da Ásia Central, as tribos germânicas migraram em massa e de uma forma não pacífica para o interior do Império Romano do Ocidente. Suevos, alanos, burgúndios, francos, vândalos e visigodos penetraram, saquearam e ocuparam a Gália, a Península Ibérica, a África e a península Itálica. Anglos, saxões e jutos tomaram a Britânia. Para defenderem Roma dos sucessivos ataques de determinadas tribos, os Imperadores recorriam ao auxílio de outros chefes bárbaros, ficando à sua mercê. As invasões germânicas trouxeram desordem, destruição, fome e pilhagem ao já decadente Império Romano, precipitando a sua desintegração no final do século V.

## Características
Os povos germânicos não estavam organizados socialmente em Estados, mas em comunidades tribais.
A estrutura social básica era a família monogâmica, cujo poder absoluto era confiado ao pai. Depois, vinham os clãs, compostos pela reunião de famílias aparentadas, com ascendentes comuns. Finalmente, vinham as tribos, formadas pelo agrupamento de vários clãs. O órgão público mais importante de cada tribo era a "assembleia dos guerreiros", que deliberava sobre assuntos como a declaração de guerra ou de paz, a libertação de prisioneiros, os crimes de traição e a expulsão de membros da tribo.
Nas tribos germânicas, os chefes (reis) exerciam funções religiosas, militares e judiciais. Embora sua autoridade se submetesse à assembleia, esses chefes assumiam poderes quase absolutos em tempos de guerra. Além disso, tinham o direito de manter uma tropa pessoal (séquito), composta de experientes e fieis guerreiros, que se tornou, com o tempo, cada vez mais numerosa.
A partir do século I de nossa era, podem-se distinguir nessa sociedade quatro classes sociais:
- Nobreza: ocupava postos de direção na tribo;
- Homens livres: classe composta pelos guerreiros portadores de armas e com direito de expressar suas opiniões nas assembleias;
- Homens semi-livres: classe constituída por membros de populações vencidas em guerra, excluídas do povo livre pelo fato de não pertencerem aos clãs tribais;
- Escravos: formados por prisioneiros de guerra, por filhos de escravos e por devedores insolventes.

A base da organização social das tribos era a "sipe", espécie de clã formada por famílias ligadas por laços de parentesco. Os seus membros protegiam-se mutuamente e a ofensa a um deles atingia toda a sipe, que praticava a vingança coletiva. Na guerra, o exército era recrutado entre os homens da tribo, maiores de 16 anos.
Os germanos não conheciam cidades nem Estado. A mais importante instituição política era a "assembleia dos guerreiros" da tribo, que decidia sobre a guerra, a paz, a libertação dos escravos e escolhia o rei, com função religiosa e militar. Os principais chefes desenvolveram o costume de manter uma "escolta" ou "séquito" de guerreiros, ligados ao líder por um juramento de fidelidade. Em caso de ataques e lutas, eram recompensados com o produto das pilhagens, dando origem a uma nobreza possuidora de terras e escravos.

## Estrutura econômica
Entre as principais atividades econômicas, destacavam-se a agricultura (trigo, cevada, centeio, legumes, etc.) e a pecuária (bois, carneiros). A princípio, a propriedade da terra pertencia a todo o clã, sendo que seus membros tinham o direito de usufruir determinadas áreas. Entretanto, em função das necessidades coletivas, os bosques, os pastos e a água eram explorados de forma comunitária. Era considerada propriedade individual apenas a casa familiar, pois representava o templo dos deuses domésticos e o lugar e veneração aos antepassados.
Embora com produção modesta, os germanos dedicavam-se à indústria metalúrgica, fabricando belas e eficientes armas metálicas (lanças, longas espadas, machados). Produziam, também, objetos cerâmicos e peças de ourivesaria de grande valor.

## Vida cultural

Mapa das tribos germânicas ca.

Os germânicos imaginaram o mundo da seguinte forma:
1- Como um círculo rodeado pelas águas, nas quais vivia a serpente monstruosa Jörmungandr, Por debaixo de Midgard estava o Niflheim, e mais profundo ainda se localizava o país dos mortos que era úmido, glacial, sombrio e cuja entrada era guardada por um cão.

2- Como partes ou mundos distintos, todos eles sustentados pelo fresno Ygdrasil. O mundo situado mais acima era o de Asgard. O acesso a este mundo se realizava através do arco-íris, que imaginavam como um ponto estendido de um lado a outro do universo. Asgard era um recinto amuralhado no qual viviam todos os deuses, e no qual cada deus tinha uma grande mansão (exceto Odin que tinha três): A primeira mansão de Odin era Valaskialf, na que estava a sala do trono. A segunda era Gladsheim, na que estava a sala do conselho dos deuses. A terceira e mais bela era o Valhala, na qual Odin recebia todos os guerreiros mortos heroicamente e compartilhava com eles banquetes e jogos de guerra.

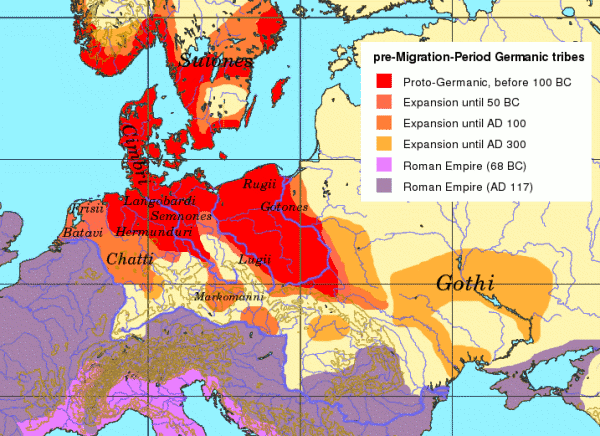
Os germanos em, e 300 e o Império Romano em e (Fonte: Putzger, Historischer Atlas, 1954).

No mundo de Midgard habitavam os homens e os elfos (dos quais havia duas classes, os elfos da luz que habitavam no Alfheim e os das trevas no Svarthalfheim). No mundo de Vanaheim viviam os Vanes. Os anões estavam nas regiões subterrâneas chamadas Nilfheim em cujas profundidades trabalhavam. Os gigantes viviam ao norte, nas regiões chamadas Jotunheim os gigantes da escarpa e na de Utgard os gigantes das montanhas. Os gigantes do fogo viviam ao sul, no Muspel, o país do fogo. O mundo mais profundo era o terrível país de Hel, mundo em perpétua escuridão, onde o gigantesco cão Garm guardava sua entrada, e que estava ocupado pelos mortos. Quanto ao fresno Yggdrasil, imaginaram que sua copa chegava ao céu, e suas raízes ao mundo subterrâneo. Junto à sua primeira raiz surgia a fonte Hvergelmir, origem de todos os rios. Junto a sua segunda raiz, que ia ao país dos gigantes, corria a fonte de Mimir que dava a sabedoria a quem dela bebesse. Sob a terceira estava a fonte da mais sábia das Nornas, Urd, e todos os dias as Nornas retiravam água desta fonte para regar o fresno. Sob o fresno estava oculto o corpo do deus Heimdall que um dia anunciaria o supremo combate entre os Ases e aqueles que lhes disputariam seu poder. Os maus espíritos roíam lentamente estas raízes e como o mundo não é eterno, algum dia o fresno morreria e com ele os deuses e os homens.

### Religião
Os germanos adoravam as forças da natureza (trovão, sol, raio, lua). Entre os principais deuses, encontravam-se:  Odin, senhor dos mortos, do comércio, da guerra e das tempestades, Thor, protetor dos camponeses, cujos braços lançavam raios, e Tir, deus que comandava o céu e dirigia as assembleias. A cerimônia religiosa dos germanos era bastante simples. O culto era celebrado no alto de uma montanha sagrada, junto a uma árvore ou uma fonte ou em outros espaços naturais em florestas. Acreditavam na vida depois da morte e diziam que os guerreiros mortos nos campos da batalha eram levados pelas valquírias(deusas da guerra) até uma espécie de paraíso, denominado Valhala. Diziam, também, que aqueles que morriam de velhice ou por doença estavam destinados ao Hell. As mulheres iriam para o palácio da deusa Freia depois de mortas. Outro aspecto muito importante da religiosidade germânica eram os cultos relacionados a magia, entre os quais as de origem xamânico-finlandesa, especialmente importantes na Escandinávia da Era Viquingue.

### Direito
Não existiam, entre os germanos antes do início das grandes migrações, normas jurídicas escritas. As relações sociais eram regulamentadas por normas costumeiras, que se transmitiam oralmente de geração a geração. O ordálio era um tipo de prova judiciária frequentemente utilizada nos julgamentos e constituía em submeter o acusado ao suplício do fogo ou à imersão em água. Se o acusado resistisse ao suplício, era considerado inocente.

### Pensamento e artes
Os germanos eram em geral patriarcais sendo o chefe da família em geral o homem mais velho desta, ou o melhor guerreiro, o que aponta para outra característica germânica, o caráter guerreiro ou belicoso da sociedade onde a guerra era tida como importante aspecto social e que definia o status pessoal do homem.
Outro aspecto era que esses povos defendiam que as terras conquistadas durante uma campanha militar deveriam ser divididas pelos melhores chefes de guerra (chefes de famílias que mandavam seus guerreiros em geral sobre seu comando a uma guerra) que participaram desta campanha.
Eram governados em épocas de paz por uma assembleia de homens (chefes de família) que durante um guerra designavam um deles para ser o rei (função parecida com a do ditador romano escolhido pelo senado em épocas de guerra). Mesmo sendo uma sociedade patriarcal a mulher era respeitada e a monogamia era um traço da sociedade (que passou para os dia atuais).
Absorvidos em tarefas imediatas, como a guerra, a agricultura e a caça, os germanos não se empenhavam em registrar de modo específico sua visão de mundo e seu pensamento social. Tinham uma escrita (runas), que se encontra gravada em joias e em armas, mas sua função era, basicamente, decorativa e mágica (proteger o dono do objeto). Já no plano artístico, os germanos deixaram importantes realizações no que se refere à ornamentação de objetos (armas, cinturões, braceletes, colares, anéis etc.). Os desenhos decorativos baseavam-se em animais estilizados e em motivos geométricos, sendo utilizadas, principalmente, a roda e a cruz. Os germanos não se dedicaram ao desenho da figura humana.

## Genética de populações
A partir da genética populacional, tem sido sugerido que a migração dos povos germânicos pode ser detectada na distribuição de corrente de linhagem masculina representada por haplogrupo de cromossoma chamado I1.